# Vadonaclia marginepuncta
Vadonaclia marginepuncta är en fjärilsart som beskrevs av Griveaud 1964. Vadonaclia marginepuncta ingår i släktet Vadonaclia och familjen björnspinnare. Inga underarter finns listade i Catalogue of Life.